# Monsanto Park
Monsanto Park – tor wyścigowy położony w pobliżu Lizbony w Portugalii. Długość okrążenia wynosiła 5,440 km. W roku 1959 odbył się na nim wyścig Formuły 1 o Grand Prix Portugalii. Zwyciężył wówczas brytyjczyk Stirling Moss.
Tor był trudnym ponieważ posiadał wiele zróżnicowanych typów nawierzchni - w jednym miejscu trasa krzyżowała się nawet z torami tramwajowymi.

## ZwycięzcyGP Portugaliina torze Monsanto Park
| Sezon | Kierowca      | Zespół |        |
| ----- | ------------- | ------ | ------ |
| 1959  | Stirling Moss | Cooper | Wyniki |